# めがちゅ!
『めがちゅ! -Megamisama Chuuihou-』（めがちゅ めがみさまちゅういほう）は2006年9月29日にFrontWingから発売されたWindows用アダルトゲームである。

## ストーリー
川神幸介（主人公）は親元を離れ弁天荘で一人暮らしを送る大学一年生。
夏休みのある日、とあるゲームを買いに行く途中に服が空間の割れ目（？）（アニメ版では木の枝）に引っかかっていた一人の少女ファウナを助ける。この時はその場で別れたが、再びすぐに幸介の前に現れてこう告げる。
「すみません。世界の平和のために死んでください」
姉のヨルズと合流し一度は任務を遂行したファウナだったが、戦いの最中に垣間見た幸介の優しさに心打たれ自分の命を半分分け与える。
次の日からファウナとヨルズは悪魔から幸介を守るためしばらく弁天荘に住み着くことになり、少し後にレウコテアがやってきて騒がしくも楽しい生活が始まってゆく。

## 主な登場人物

### 攻略可能ヒロイン
ファウナ
声：青山ゆかり
身長163cm B84(E)/W57/H85
女神3姉妹の次女。穏やかで優しくおしとやかだが、ちょっと天然で、やきもち焼き。女神としての能力も高く、天界では時間管理局の局長を勤めていた。家事全般も得意で、管理人さん（なつき）と腕を競ったこともある。感じやすい体質が弱点となっている。好物はちくわ。ファウナにつけられた女神のIDナンバーはPCM9821XS。
ヨルズ
声：海原エレナ
身長168cm B91(G)/W61/H92
女神3姉妹の長女。お調子者で、ちゃらんぽらんなところもあるが、いざとなると頼りになる存在。天界では研究所に所属しており、薬学に関しては一二を争うほどの実力者。何度か表彰されたこともあるらしい。人間界の物事に対して興味津々だが、中途半端に知識を取り込んでいるもよう。好物はアイスクリーム。
レウコテア（レア）
声：野神奈々
身長150cm B76(A)/W54/H72
女神3姉妹の三女。おてんばで意地っ張りだが、本人曰く「元気系」とのこと。法術は全く使えず、見習い女神として天界で学校に通っている。天界史は23点、素粒子物理学中級は3点と成績はよくないらしい。コスプレの才能があり、ネコ耳やメイド服を着用することもある。好物は玄米茶。
黒崎なつき（くろさき なつき）（クロト）
声：まきいづみ
身長158cm B80(C)/W59/H79
魔界から魔王復活のために派遣された悪魔。前の弁天荘の管理人であるキョウコばあちゃんの孫娘という設定で管理人を勤める。真面目な性格だが、かなりのドジっ娘で、ファウナたちに対して仕掛けたトラップに自らかかっている。家事が得意で、1か月一万円生活を行なうくらい倹約家。趣味は盆栽とモンゴル相撲。
悪魔の階級は上級で、一対一なら法術能力は女神たちよりも上。記憶を失っていたところを首領様に拾われて育ったのだが、記憶を操作されており、本当は悪魔ではなく女神である。

### その他の人物
川神幸介（かわかみ こうすけ）
声：竹田彬夫
G大学へ通っている大学生。弁天荘で一人暮らしをしている。魔王の種に寄生されており、それがきっかけでファウナ達と出会うことになる。趣味はエロゲー。
アストラ
声：安玖深音
天界に生息するアストラの樹の妖精。ミスター・ホーランドという人物によって人間界に植えられた。天界と人間界では構成元素が違うらしく、花を咲かせることができない。すっかり人間界に馴染んでいるが、天界の樹のため、人間界と天界をつなぐアンテナにもなるらしい。趣味はガーデニングのテレビ番組を観ること。
大神様
天界で最も偉く、秩序を守っている。ファウナ達の武術の先生でもある。ファウナ達にとっては保護者的存在だが、レアには弱みを握られており特に甘い。
首領様
悪魔クロトの上司。
サラ
ボイスドラマに登場。レアの同級生。月刊マッドサイエンスというマイナーな科学誌に掲載されていたヨルズのインタビューを読んで、ヨルズのファンになった。
マリ
ボイスドラマにて名前のみ登場。レアのクラスメイトで、クラス1の貧乳。
ヨルズ@コピー
ボイスドラマに登場。大神様の設定したレアの補習コースにて、レアに色々な指導を行なう。
幸介の大学の友人
幸介がファウナに命を狙われているときに公園で出会う。幸介は彼から自転車を借りて機動力アップを図った。
ピースの店員
ボイスドラマに登場。「ピース」は天界にある下着のお店。

## 主なスタッフ
- 原画：空中幼彩
- シナリオ：反転星、橘ぱん、鳴海瑛二、かづや

## 主題歌
- オープニング「Help! Heaven!」
  - 作詞・作曲：ユウ / 歌：U
- エンディング「ツナガッテルカナ?」
  - 作詞・作曲：ユウ / 歌：U

## 関連商品
- ムック - 笠倉出版社から2007年3月7日付けでビジュアルファンブック発売。
- アニメ - ミルキーレーベルより成人向けOVA『めがちゅ！ The Animation』全3巻がリリース。主人公である川神幸介の声は竹田彬夫が担当。
- コミカライズ - 楠見らんま作でチャンピオンRED いちご創刊号に掲載